# Naka Kōen (Kobe Port Liner)
Naka Kōen (中公園, Naka Kōen-eki) est une station de la Port Liner du métro automatique de Kobe New Transit. Elle est située à Minatojima Nakamachi dans l'arrondissement Chūō-ku de Kobe, dans la préfecture de Hyōgo au Japon.
Mise en service en 1981, elle est desservie par les rames de la Port Liner.

## Situation sur le réseau

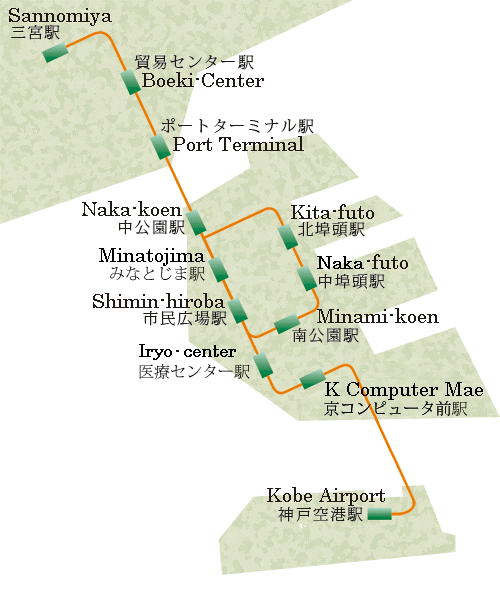
Plan de la ligne.

Établie en aérien Naka Kōen est une station de passage et de bifurcation de la Port Liner de Kobe New Transit. Elle est située entre la station Port Terminal, en direction du terminus nord Sannomiya, et la station Minatojima,  en direction du terminus sud Aéroport de Kobe. Elle est également une situation de bifurcation de la boucle avec le lien par une troisième voie, voie unique d'une partie de la courbe rejoignant la station après avoir desservie Kita Futō.
Elle dispose d'un quai central encadré par les deux voies en impasses de la ligne vers l'aéroport et une voie unique desservant un quai latéral.

## Histoire
La station Naka Kōen est mise en service le 5 février 1981, lorsque la compagnie Kobe New Transit ouvre à l'exploitation les 6,4 km, avec neuf stations, de la première section de sa ligne Port Liner de son métro automatique.